# Gene Hazelton
Wesley Hazelton, dit Gene Hazelton (né le 3 juin 1919 à Fresno et mort le 6 avril 2005 à San Diego) est un auteur de bande dessinée et animateur américain. Il est surtout connu pour avoir créé de nombreux personnages pour Hanna-Barbera Productions.

## Biographie
Gene Hazelton naît le 3 juin 1919 à Fresno. Après l'université, en 1939 il est engagé par la Walt Disney Productions[pas clair]. Là il crée les personnages du film Wind in the Willow et participe aux dessins animés Fantasia et Pinocchio. EN 1941 la grève aux studios Disney l'amène à quitter l'entreprise pour la Warner Bros.. Il est engagé par Robert Clampett. De 1950 à 1957 il travaille sur les dessins animés d'Hanna-Barbera et Tex Avery. Dans le même temps, il dessine un comic strip intitulé Angel Face. Lorsqu'en 1957 la Metro Goldwyn Mayer ferme ses studios de dessins animés, Hazelton s'associe avec un autre dessinateur pour créer une société de publicité spécialisée dans les dessins animés. Par la suite, il est engagé par Hanna-Barbera pour superviser et être le dessinateur principal des strips Les Pierrafeu et Yogi l'ours pour lesquels de nombreux assistants se succéderont. Il participe aussi au dessin animé  Les Jetson pour lequel il crée plusieurs personnages. Il prend sa retraite au début des années 1990 mais continue à dessiner des sérigraphies édités par Hanna-Barbera. Il meurt le 6 avril 2005 à San Diego,.

## Prix et récompenses
- 1979 : Prix Inkpot, pour l'ensemble de sa carrière
- 2002 : Prix Winsor-McCay, pour l'ensemble de sa carrière